# Javy López
Ne pas confondre avec Javier López.
Javier López Torres (né le 5 novembre 1970 à Ponce, Porto Rico) est un receveur de baseball ayant évolué dans la Ligue majeure de 1992 à 2006, passant notamment douze saisons avec les Braves d'Atlanta.
Trois fois sélectionné pour le match des étoiles et récipiendaire d'un Bâton d'argent du meilleur receveur offensif de la Ligue nationale, Javy López a remporté la Série mondiale 1995 avec Atlanta et été élu joueur par excellence de la Série de championnat de la Ligue nationale en 1996. Il détient les records du plus grand nombre de coups sûrs de plus d'un but dans une Série de championnat de la Nationale ainsi que le record des Ligues majeures pour le plus grand nombre de coups de circuit en une saison par un receveur.

## Carrière
Javy López signe son premier contrat professionnel avec les Braves d'Atlanta en 1987 et, après des débuts en ligues mineures, dispute sa première partie dans les majeures avec ce club le 18 septembre 1992. Rappelé des mineures en fin d'année, il obtient une présence au bâton en Série de championnat de la Ligue nationale entre les Braves et les Pirates de Pittsburgh. Il s'agit de sa première expérience en séries d'après-saison, où il aura la chance de jouer souvent dans les années 1990, les Braves étant alors sur une lancée record de 14 championnats de division consécutifs. 
Lopez devient joueur régulier de l'équipe en 1994. En 1995, il affiche une moyenne au bâton de ,315 en 100 parties de saison régulière. Il frappe pour ,444 avec quatre coups sûrs et trois points produits lors de la Série de division, alors que les Braves battent les Rockies du Colorado en quatre parties. Il frappe cinq coups sûrs dont un circuit et produit trois points en trois matchs en Série de championnat face aux Reds de Cincinnati. Malgré des performances modestes en finale, il fait partie de l'équipe championne de la Série mondiale, Atlanta défaisant Cleveland.
En 1996, Lopez réussit un nouveau sommet personnel de 69 points produits. Il est élu joueur par excellence de la Série de championnat de la Ligue nationale. Ses statistiques en sept parties contre les Cardinals de Saint-Louis sont éloquentes : 13 coups sûrs, huit points marqués, cinq doubles, deux circuits, six points produits, une moyenne au bâton de ,542, un pourcentage de présence sur les buts de ,607 et une moyenne de puissance de 1,000. Ses sept coups sûrs de plus d'un but constituent un record de l'histoire des Séries de championnat de la Ligue nationale. Malheureusement pour Lopez et ses coéquipiers, les Braves ne peuvent ajouter un second titre mondial consécutif, s'inclinant en finale devant les Yankees de New York. Il ne répète pas ses succès de la série éliminatoire précédente puisqu'il n'obtient contre les nouveaux champions que quatre coups sûrs en 21 présences au bâton.
En 1997, Lopez décroche la première de trois invitations en carrière au match des étoiles du baseball majeur, rencontre durant laquelle il claque un circuit. Il égale en saison régulière son total de circuits de la saison 1996, soit 23, et ajoute 68 points produits.
De nouveau joueur étoile en 1998, le receveur portoricain termine la saison régulière avec 34 coups de circuit et 106 points produits. On retrouve son nom pour la première fois sur les bulletins de vote du joueur de l'année en Ligue nationale.
Receveur numéro un des Braves, Javy Lopez enchaîne quelques belles saisons à Atlanta, mais en 2002 sa moyenne au bâton chute à ,233. Il rebondit de manière spectaculaire en 2003 avec des sommets en carrière de 43 coups de circuit (quatrième plus haut total de la ligue) et 109 points produits. Sa moyenne au bâton de ,328 est la 7e plus élevée de la Nationale et il affiche la seconde meilleure moyenne de puissance (,687) derrière l'impressionnant ,749 de Barry Bonds. Tout ceci lui permet d'obtenir sa troisième invitation à la partie d'étoiles, où il est pour la première fois élu sur l'alignement partant, et de remporter à la fin de l'année le Bâton d'argent du meilleur joueur offensif à sa position. Il termine de plus en cinquième place du vote pour le titre du joueur de l'année dans la Nationale, un honneur décerné à Bonds. Ses 43 circuits en 2003 constituent un nouveau record en une saison pour un receveur, dépassant la marque des Ligues majeures établie en 1996 par Todd Hundley des Mets de New York.
Après la saison 2003, Lopez signe comme agent libre un contrat de 22,5 millions de dollars pour trois saisons avec les Orioles de Baltimore. À sa première année en Ligue américaine en 2004, il frappe pour ,316 avec 23 circuits et 86 points produits.
En août 2006, Lopez, alors à sa troisième saison chez les Orioles, est transféré aux Red Sox de Boston en retour du voltigeur Adam Stern. Il y termine sa carrière, jouant sa dernière partie le 2 septembre 2006. En 2007, il décroche un contrat avec les Rockies du Colorado, mais n'est pas sélectionné dans l'équipe. Il tente de nouveau un retour, cette fois avec les Braves, au printemps 2008 mais il annonce sa retraite de joueur après avoir été informé durant le camp d'entraînement qu'il ne serait pas retenu dans l'équipe.
Javy Lopez a disputé 1 503 parties dans les majeures de 1992 à 2006, maintenant une moyenne au bâton de ,287. Il compte 1 527 coups sûrs, dont 267 doubles et 260 circuits, avec 864 points produits et 674 points marqués.
Il a pris part à 60 matchs de séries éliminatoires répartis sur neuf de ses saisons avec Atlanta. Sa moyenne au bâton fut de ,278 avec 10 circuits et 28 points produits en match d'après-saison. Ses statistiques sont toutefois moins impressionnantes en Série mondiale, où il n'a frappé que pour ,184 avec un circuit et quatre points produits en 12 matchs au total lors des finales de 1995 et 1996.